# Stazione di Higashi-Kakogawa
La stazione di Higashi-Kakogawa (東加古川駅?, Higashi-Kakogawa-eki) è una stazione ferroviaria della città di Kakogawa, nella prefettura di Hyōgo in Giappone. Si trova sulla linea JR Kōbe, sezione della linea principale Sanyō, ed è servita dai treni locali e rapidi.

## Linee

### Treni
- JR West
  - ■ Linea JR Kōbe (Linea principale Sanyō)

## Caratteristiche
La stazione ha un marciapiede laterale e una banchina a isola, con tre binari in superficie.
| 1   | ■ Linea JR Kōbe |  | per Kakogawa e Himeji                   |
| 2-3 | ■ Linea JR Kōbe |  | per Sannomiya, Amagasaki, Ōsaka e Kyoto |

## Stazioni adiacenti
| «                                   | Servizio      | »             |
| Linea JR Kōbe                       | Linea JR Kōbe | Linea JR Kōbe |
| ----------------------------------- | ------------- | ------------- |
| Tsuchiyama                          | Locale Rapido | Kakogawa      |
| I treni Rapidi speciali non fermano |               |               |